# Алекса Ненадович
Алекса Ненадович (серб. Алекса Ненадовић; 1749, Бранковина — 23 января 1804, Валево) — сербский князь.

## Биография
Представитель княжеского рода Ненадовичей из Валева, переселившихся туда во второй половине XVII века из Черногории.
Старший брат Якова Ненадовича, военно-политического деятеля, военачальника (воеводы) времён Первого сербского восстания, третьего председателя сербского Правительствующего совета (в 1810—1811 годах) и первого министра внутренних дел освобожденной Сербии.
Отец воеводы Симы Ненадовича и Матфея Ненадовича, военачальника, председателя сербского Правительствующего совета, дипломата и писателя.
В чине обер-лейтенанта фрайкора участвовал в, так называемой, Кочина крайина, вооружённом антитурецком движении сербов в связи с насилиями и бесчинствами янычар на территории Белградского пашалыка (Центральная Сербия) в конце XVIII столетия.
Погиб 23 января 1804 года (по старому стилю) от рук янычар в резне князей, которая стала непосредственным поводом к Первому сербскому восстанию против Османской империи.